# Томас Ман
Паул Томас Ман (Либек, 6. јун 1875 — Цирих, 12. август 1955) био је немачки романописац и приповедач, добитник Нобелове награде за књижевност 1929. године.
Манов рад је утицао на многе касније ауторе, укључујући Хајнриха Бела, Џозефа Хелера, Јукиа Мишиму, и Орхана Памука.

## Биографија

### Детињство и школовање
Рођен је у немачком граду Либеку 6. јуна, у старој и угледној трговачкој породици. Био је друго од петоро деце трговца Томаса Јохана Хајнрифа Мана и Јулије де Силва Брунс, пореклом Јужноамериканке. Његов старији брат Хајнрих, који ће и сам постати писац, рођен је 1871. године. Имао је и два млађа брата, Карла и Виктора и сестру Јулију.
Похађао је гимназију "Katherineum" у Либеку, али су га много више од школе интересовали музика, читање и писање. Прве књижевне покушаје, по угледу на Хајнеа на којима се потписао са Паул Томас, објавио је у гимназијском часопису Der Frühlingssturm (Пролећна олуја) који је сам уређивао.
У раном детињству живео у добростојећој породици, али се то мења после очеве смрти 1891. године. Породица се сели у Минхен, док је Томас остао да заврши школу у Либеку.
Пошто се придружио породици у Минхену, током 1894. и 1895. на Високој техничкој школи у том граду слуша предавања из историје уметности, историје књижевности и економије. У том периоду објављује и прву запажену новелу у часопису Двадесети век који је уређивао његов брат Хајнрих.

### Породица
Године 1905. оженио се са Катјом Прингсхајм, кћерком минхенског професора математике. Катја и Томас ће имати шесторо деце, од којих ће нека, као Клаус, кренути очевим стопама и постати књижевници. Поред Клауса, Манови су имали и кћерке Ерику, Монику и Елизабету, и синове Готфрида и Михаела.

### Одлазак из Немачке
Током Првог светског рата Томас Ман је због политичких ставова дошао у сукоб са братом Хајнрихом. Непосредан повод за нетрпељивост било је објављивање Мановог текста Фридрих и велика коалиција (Friedrisch und die grosse Koalition) у којем је бранио немачку политику.
Ипак, две деценије касније, у време успона Хитлера, Ман увиђа опасност од нацизма и држи 1929. године говор који је 1930. године објављен под називом Апел разуму (Ein Appell an die Vernunft). Када је током 1933. године, заједно са супругом путовао по Европи и држао предавања, син Клаус и кћерка Ерика му шаљу упозорење да се више не враћа. Кућа Манових је конфискована; тада је и донета одлука о депортацији Манових у логор Дахау.
Манови се задржавају у Швајцарској, у малом месту близу Цириха. Од 1934. Ман путује више пута у Америку где држи предавања, да би коначно постао професор на Принстону 1938. године.

### Живот у Америци и повратак у Европу
У Америци је Ман прихваћен као славни европски емигрант. Убрзо се цела породица окупила у Америци и потом преселила и Лос Анђелес. Званично, Ман постаје амерички држављанин 1944. године. Током 40-их, држи више говора против нацизма који су објављени 1944. године.
После рата, године 1952, прелази поново у Швајцарску. До краја живота путује и држи предавања. На путу за Холандију 1955. се разболео, те је хитно пребачен у болницу у Цириху, где је умро 12. августа.

## Књижевни рад

### Почеци
Ман је у гимназији објавио своје књижевне првенце (Визија), а 1893. и 1894. прве новеле: Посрнула (Die Gefallene) и Воља за срећу (Der Wille zum Glück). Убрзо потом (1898) објављена је и његова прва збирка новела Мали господин Фридеман (Der kleine herr Friedemann). "Јунаци ових кратких прича обично су људи настраних ћуди, људи издвојени из друштва, затворени у себе и у своју усамљеност (...)"
На тај начин Ман је у својим првим радовима најавио и прву велику тему која ће обележити његова најзначајнија дела: положај уметника у друштву.

### Романи и новеле
Већ у раној младости започео је рад на првом захтевнијем делу које је у почетку требало да буде обимнија новела - Буденброкови (Buddenbrooks, 1901)  Ипак, дело је нарасло у велики породични роман аутобиографског карактера, који кроз неколико генерација прати судбину једне либечке грађанске породице. Нобелова награда коју је добио 1929. године, како је наведено на повељи, додељена му је управо за овај роман.
Године 1903. објављена је друга Манова збирка новела под називом Тристан у којој се појавила и новела Тонио Крегер. Тема Тристана је антагонизам између уметности и живота, а иста проблематика ће чинити основ новеле Тонио Крегер: "Док је у Тристану тај антагонизам добио комично-сатирично решење, овде је оно лирски суморно (...) У Тонију Крегеру Ман је први пут свесно искористио музику као средство језичког уобличавања, применио технику 'лајтмотива', стилског понављања и варирања."
Манов рани стваралачки период, обележен пре свега новелистичким радом, завршава се делом Смрт у Венецији које је објављено 1912. године. У овој новели поново се приказује однос уметности и живота, али и "проблематична природа уметникова".
Зрелим периодом Мановог стваралаштва доминира свакако велики роман Чаробни брег који је завршен 1924. године. Непосредну инспирацију за настанак романа Ман је доживео када је 1912. године посетио своју супругу Катју која се лечила у санаторијуму у Давосу. Лично и интензивно искуство боравка у изолованом лечилиштву Ман је инкорпорирао у јунака Ханса Касторпа, тако градећи сложену целину у којој брег постаје симбол целокупне судбине човека: "Чаробни брег представља велику композицију људских односа и идеја епохе, васпитни роман времена."

### Ман и Аница Савић Ребац
У Универзитетској библиотеци „Светозар Марковић” у Београду чува се једно сведочанство о кореспонденцији између Томаса Мана и Анице Савић Ребац, класичног филолога, преводиоца и есејисте. Наиме, Аница Савић је интензивно преводила дела модерних немачких аутора, као и значајне новеле Томаса Мана и одломак Чаробног брега. Поред тога објавила је више луцидних есеја и критичких приказа, приближивши тако немачког романсијера српском читалаштву.
Од посебне је важности чињеница да се Аница Савић дописивала са Маном, али је сачувано свега једно писмо из 1929. године које је Ман упутио Аници док је живела у Скопљу. У писму се Ман захваљује на примерцима њених превода новела Тонио Крегер, Тристан и Смрт у Венецији.
Њихова кореспонденција довела је и до сарадње и међусобног утицаја. Наиме, Ман је користио неке теме из Аничиног текста "Kallistos" за роман Јосиф и његова браћа. Објавивши овај текст у Wiener Studien, она је 1937. године послала сепарат Ману који га је пажљиво ишчитао, бележећи своје коментаре на маргинама.

## Дела

### Романи
- 1901. Буденброкови, пропадање једне породице (Buddenbrooks – Verfall einer Familie)
- 1909. Краљевско височанство (Königliche Hoheit)
- 1924. Чаробни брег (Der Zauberberg)
- 1933–1943. Јосиф и његова браћа, тетралогија (Joseph und seine Brüder. – Tetralogie)

1. 1933. Приче Јаковљеве (Die Geschichten Jaakobs)
2. 1934. Млади Јосиф (Der junge Joseph)
3. 1936. Јосиф у Египту (Joseph in Ägypten)
4. 1943. Јосиф хранитељ (Joseph der Ernährer)

- 1939. Лота у Вајмару (Lotte in Weimar)
- 1947. Доктор Фауст (Doktor Faustus)
- 1951. Изабраник (Der Erwählte)
- 1954. Исповести варалице Феликса Крула (Bekenntnisse des Hochstaplers Felix Krull)

### Приповетке и новеле
- 1893. Визија (Vision)
- 1894. Посрнула (Gefallen)
- 1896. Воља за срећу (Der Wille zum Glück)
- 1896. Разочарење (Enttäuschung)
- 1897. Смрт (Der Tod)
- 1897. Мали господин Фридеман (Der kleine Herr Friedemann)
- 1897. Пајац (Der Bajazzo)
- 1898. (Tobias Mindernickel)
- 1899. (Der Kleiderschrank)
- 1899. (Gerächt)
- 1900. (Luischen)
- 1900. (Der Weg zum Friedhof)
- 1902. (Gladius Dei)
- 1903. Тонио Крегер (Tonio Kröger)
- 1903. Тристан (Tristan)
- 1903. (Die Hungernden)
- 1903. (Das Wunderkind)
- 1904. (Ein Glück)
- 1904. (Beim Propheten)
- 1905. Тешки час (Schwere Stunde)
- 1908. (Anekdote)
- 1909. (Das Eisenbahnunglück)
- 1911. (Wie Jappe und Do Escobar sich prügelten)
- 1911. Смрт у Венецији (Der Tod in Venedig)
- 1918. Господар и пас (Herr und Hund)
- 1919. Песма о детенцету (Gesang vom Kindchen)
- 1921. (Wälsungenblut)
- 1923. (Tristan und Isolde)
- 1926. (Unordnung und frühes Leid)
- 1930 Марио и мађионичар (Mario und der Zauberer)
- 1940. (Die vertauschten Köpfe. Eine indische Legende)
- 1944. (Das Gesetz)
- 1953. Преварена (Die Betrogene)

### Драмски текстови
- 1906. Фјоренца (Fiorenza)
- 1954. (Luthers Hochzeit – Fragment)

### Есеји (избор)
- 1907. (Versuch über das Theater)
- 1907. (Die Lösung der Judenfrage)
- 1915. Фридрих и велика коалиција (Friedrich und die große Koalition)
- 1918. (Betrachtungen eines Unpolitischen)
- 1921. (Zur jüdischen Frage)
- 1923. Гете и Толстој (Goethe und Tolstoi)
- 1923. (Von deutscher Republik)
- 1924. (Über die Lehre Spenglers)
- 1928. (Theodor Fontane)
- 1929. (Freuds Stellung in der modernen Geistesgeschichte)
- 1930. (Deutsche Ansprache. Ein Appell an die Vernunft)
- 1932. (Goethe als Repräsentant des bürgerlichen Zeitalters)
- 1932. (Goethe und Tolstoi. Zum Problem der Humanität)
- 1933. (Goethes Laufbahn als Schriftsteller)
- 1933. (Leiden und Größe Richard Wagners)
- 1936. (Freud und die Zukunft)
- 1938. (Bruder Hitler)
- 1937. (Ein Briefwechsel)
- 1938. (Vom zukünftigen Sieg der Demokratie)
- 1938. (Schopenhauer)
- 1938. (Dieser Friede)
- 1938. (Achtung, Europa!)
- 1939. (Das Problem der Freiheit)
- 1942. (Deutsche Hörer!)
- 1947. (Deutschland und die Deutschen)
- 1947. (Nietzsches Philosophie im Lichte unserer Erfahrung)
- 1949. (Goethe und die Demokratie)
- 1949. (Ansprache im Goethejahr)
- 1950. (Michelangelo in seinen Dichtungen)
- 1952. (Gerhart Hauptmann)
- 1953. (Der Künstler und die Gesellschaft)
- 1954. (Versuch über Tschechow)
- 1955. (Versuch über Schiller)

### Аутобиографски списи (избор)
- 1907. (Im Spiegel)
- 1924. (Okkulte Erlebnisse)
- 1925. (Meine Arbeitsweise)
- 1926. (Pariser Rechenschaft)
- 1926. (Lübeck als geistige Lebensform)
- 1930. (Lebensabriß)
- 1937. (Ein Briefwechsel)
- 1940. (On Myself)
- 1949. (Die Entstehung des Doktor Faustus. Roman eines Romans)
- 1950. (Meine Zeit)
- 1952. (Lob der Vergänglichkeit)